# 280-as busz (Miskolc)
A miskolci 280-as jelzésű autóbusz a Búza tér és Tampere városrész között közlekedett a Középszer utcán át. A járatot a Miskolc Városi Közlekedési Zrt. üzemeltette.

## Története
2017. szeptember 1-jén hozta létre az MVK Zrt. és szerdán, pénteken, szombaton közlekedik.
A koronavírus-járvány miatt 2020. április 6-án bevezetett menetrendet követően minden nap közlekedik 3 alkalommal. (7:40, 9:40 és 11:05-kor)
2022. december 13-ától a járat megszüntetésre került, mivel a 24-es busz a Középszer utca, szolgáltatóház felé lett meghosszabbítva. Továbbá, a 280-as járat helyett 28-as buszok közlekednek.

## Megállóhelyei
| 0  | Búza tér végállomás                | 24 | 1, 2, 3, 3A, 4, 7, 11, 14Y, 20, 24, 28, 32, 43, ME Helyközi buszok |
| 3  | Hősök tere                         | ∫  | 14, 14Y, 28, 34, 35, 35R, 43, 44                                   |
| ∫  | Szinvapark                         | 21 | 1, 2 , 12, 20, 22, 24, 28, 32, 34, 35, 35R, 43, 44, Auchan 1       |
| 5  | Villanyrendőr                      | ∫  | 1, 2 14, 14Y, 28, 34, 35, 35R, 43, 44                              |
| 7  | Népkert                            | ∫  | 2, 12, 14, 14Y, 20, 22, 34, 35, 35R, 43, 44                        |
| ∫  | Tapolcai elágazás                  | 15 | 2, 4, 12, 14, 14Y, 20, 22, 30, 32, 34, 35R, 43, 44                 |
| ∫  | Testvérvárosok útja                | 11 |                                                                    |
| ∫  | Középszer utca / Szolgáltató házak | 10 |                                                                    |
| ∫  | Középszer utca / Iskola            | 9  |                                                                    |
| ∫  | Szabadságharc utca                 | 7  | 31                                                                 |
| 9  | Derkovits Gyula utca               | 5  | 28, 35                                                             |
| ∫  | Knézich Károly utca                | 3  | 28                                                                 |
| ∫  | Mikes Kelemen utca                 | 2  | 28                                                                 |
| ∫  | Arborétum                          | 1  | 28                                                                 |
| 10 | Tampere városrész végállomás       | 0  | 28                                                                 |